# Megachile hirsutula
Megachile hirsutula là một loài Hymenoptera trong họ Megachilidae. Loài này được Pasteels mô tả khoa học năm 1973.